# Graecophalangium militare
Graecophalangium militare is een hooiwagen uit de familie echte hooiwagens (Phalangiidae).